# 공중발사순항미사일
공중발사순항미사일(Air-launched cruise missile, ALCM)은 군용기로부터 발사되는 순항 미사일이다.
예시는 다음과 같다.
- AGM-84H/K SLAM-ER
- AGM-86 ALCM
- AGM-129 ACM
- AGM-158 JASSM
- AGM-158C LRASM
- ASMP
- 브라모스 순항 미사일
- 브라모스-2
- CJ-10
- 딜라일라 (미사일)
- 라드 (순항유도탄)
- 합동타격미사일
- 3M-54 클럽
- KEPD 350
- Kh-35
- Kh-55
- Kh-59
- P-800 오닉스
- AGM-142 해브냅
- 수마르
- 스톰 섀도
- 야 알리 (미사일)
- 3M22 지르콘

## 같이 보기
- 공대지 미사일